# DJ GEORGE
DJ GEORGEは、日本のDJ・BeatMaker・Producerである。
奈良県出身。OWLGANG / THE MENACE所属。レコードレーベルはOWLGANG / MENACE RECORDS。

## 略歴
1990年代後半からDJとしての活動を開始し、2000年代初頭以降DOBERMAN INCのバックDJを務めた。
マンモスパーティー『OSAKA SAFARI』、関西ヒップホップフェスの『CARNIVAL』などを主催しながら、DOBERMAN INC.、SEEDA、ZEEBRA、RYUZO、ANARCHY、KOJOE、STICKY(SCARS)、BES(SCARS)、KOH(THA JOINTZ)、#_O_M_G_ (RYUZO. DABO. DJ DARUMA. JOMMY)、MEDIUNN. 等とLiveTourやレコーディングを敢行し伝説を共に作り続けている。

## プレイスタイル
HIP HOP 、NEWKID'NPLAYというユニットではDUB STEP, TRAP, TWERK, MOOMBAHTON, HOUSE, TECHNO, BASS MUSIC を取り入れ、HIP HOP と BASS MUSIC の融合というニュースタイル

## 出演
1. ULTRA JAPAN 2015
2. LDH PKCZ. ハロウィンパーティー 2015
3. #_O_M_G_ (DABO, RYUZO, DJ DARUMA, JOMMY, DJ GEORGE)
4. MUSIC CIRCUS'17
5. Hanniball Music Festival　２０１７
6. PINK WONDER HALLOWEEN 2017 powered by ytv CunE!
7. It’s the ship / シンガポール、タイ、マレーシア
8. 2018.NEWKID'N PLAY & HABANERO POSSE 2man Japan tour

## ディスコグラフィ

### シングル
1. 『BOTTLES UP (feat. JAGGLA, GAZZILA & 遊戯) - Single』(2015年2月11日)
2. 『No Plan (feat. JAGGLA & 19 Fresh) - Single 』 (2015年4月8日)
3. 『OWLGANG (feat. JUMBO MAATCH & BES(SCARS))』 (2024年7月17日)
4. 『BUSTA (feat. BES(SCARS) & Koh(Tha Jointz)) (2024年9月11日)
5. 『I Don't Know(not you) (feat. Koh(Tha Jointz) & BES(SCARS))』
6. 『OWLGANG Zeebra REMIX (Zeebra feat. JUMBO MAATCH & BES(SCARS))』
7. 『On The Road Again feat. DESPERADO "KENTWILD SHIGECHIYO MAKING DOPES"』
8. 『Into Raw (BES feat. DJ GEORGE』

### MIX CD
1. 『The Z -Best Of Zeebra-』 ( 2009年09月15日  PONY CANYON )
2. 『obnoxious -2011 BEST OF HIP HOP JAPS!!-』 (2011年12月21日)
3. 『obnoxious -life-』 (2012年7月4日)
4. 『STICKY from SCARS / RE: BIRTH - Mixed by DJ GEORGE』 (2013年6月26日)
5. 『''No.22'' / 22 B.I.G mixed by DJ GEORGE』 (2015年2月22日)
6. 『DOBERMAN INC MEGA CLASSICS mixed by DJ GEORGE』 (2015年4月22日)
7. 『BES / BES ILL LOUNGE PART2 Mixed by DJ GEORGE』(2016年8月24日)